# Battaglia di Coronate
La battaglia di Coronate fu combattuta nel 689 nella piana presso l'Adda tra Cornate d'Adda (anticamente Coronate) e Trezzo sull'Adda tra l'esercito del re dei Longobardi Cuniperto e quello dell'usurpatore Alachis. Lo scontro fu vinto dal legittimo sovrano, mentre il suo avversario cadde sul campo; la sua sconfitta segnò la fine della fronda ariana dei duchi longobardi dell'Austria, che si opponeva alla politica filo-cattolica della dinastia bavarese cui apparteneva lo stesso Cuniperto, e spianò la strada alla definitiva conversione di tutti i Longobardi al cattolicesimo.

## Contesto storico

Il regno longobardo al tempo della battaglia, con i territori acquisiti dopo le conquiste di Rotari (636-652)

Nel VII secolo la politica interna del regno longobardo fu segnata dallo scontro tra due fazioni. La prima, guidata dalla dinastia bavarese che espresse numerosi sovrani longobardi dell'epoca, sosteneva la necessità di una pacificazione generale dell'Italia; voleva quindi rinunciare allo scontro aperto con i Bizantini e con il Papato, la cui autorità anche temporale in Italia era in fase di ascesa, per la conquista delle aree non ancora soggette al dominio longobardo, quali l'Esarcato di Ravenna e il Ducato romano. Dal punto di vista religioso, i Bavaresi, cattolici, sostenevano con forza la conversione dell'intero popolo longobardo, in parte ancora ariano, pagano o aderente allo Scisma tricapitolino, all'ortodossia romana. Tale fazione "legittimista", che perpetuava la linea politico-religiosa introdotta dalla regina Teodolinda all'inizio del VII secolo, aveva la sua roccaforte nei ducati longobardi della Neustria, la parte occidentale della Langobardia Maior.
La seconda fazione, composta principalmente dai duchi dell'Austria (la Langobardia Maior a est del fiume Adda), si riteneva invece depositaria delle tradizioni guerresche e aggressive dei Longobardi, custode dell'eredità germanica e quindi, sul piano religioso, contraria alla conversione al cattolicesimo, che avrebbe comportato a un tempo – nella loro visione – la rinuncia all'espansione militare e l'inizio di una politica di convivenza con i sudditi romanici, possibile preludio all'assimilazione dei Longobardi, ristretta minoranza nello Stato da essi conquistato a partire dal 568.
La contrapposizione aveva già dato luogo, nel corso del VII secolo, a diversi tentativi di usurpazione, alcuni riusciti (Arioaldo nel 625, Grimoaldo nel 662) e altri falliti (Alachis nel 680), mentre solo pochi sovrani erano riusciti a mantenersi super partes (come l'ariano Rotari).

## Casus belli
Alachis, potente duca di Trento, si ribellò una prima volta contro re Pertarito, della dinastia bavarese, intorno al 680. Probabilmente fu l'associazione al trono del figlio di Pertarito, Cuniperto, a indurre il duca alla rivolta; Alachis era tuttavia legato al coreggente da vincoli di amicizia, e proprio in virtù di essi gli concesse, dopo aver ricacciato tanto l'attacco degli alleati Bavari di Pertarito, quanto un assedio condotto dallo stesso sovrano, una provvisoria riappacificazione. Prezzo dell'accordo fu la cessione ad Alachis del ducato di Brescia.
Quando, nel 688, Cuniperto succedette a Pertarito, Alachis si ribellò nuovamente. Il duca di Trento approfittò di un'assenza del re per occupare Pavia, capitale del regno, e costringere Cuniperto a rifugiarsi sull'Isola Comacina. Il governo di Alachis si dimostrò però presto oppressivo e tirannico tanto da alienare all'usurpatore l'appoggio popolare, soprattutto per la sua politica ostile alla Chiesa cattolica e orientata a favore degli ariani. Cuniperto, forte del sostegno del clero, del popolo e dei duchi della Neustria, riuscì ad allestire un esercito, con il quale poté sfidare Alachis al confine tra Austria e Neustria, sull'Adda. La data dello scontro è sconosciuta, ed esiste una leggera incertezza anche sull'anno: i più lo collocano nel 689, mentre alcuni l'anticipano a quello stesso 688.

## Forze in campo
Paolo Diacono attesta il convergere, sotto le insegne di Cuniperto, di tutti i duchi della Neustria, mentre Alachis poteva contare sul sostegno – in parte spontaneo, in parte, stando allo storico longobardo, ottenuto con l'inganno e con la forza – di quelli dell'Austria, e in particolare di quelli di Vicenza, di Treviso e di Cividale. I friulani, tuttavia, non presero parte alla battaglia.
Non esistono testimonianze sulla consistenza numerica degli eserciti schierati; tuttavia, un accenno di Paolo Diacono ai «pochi fedeli che erano con lui [Cuniperto]» lascia intendere una disparità di forze a vantaggio di Alachis, così come l'iniziale prevalere dell'esercito dell'usurpatore durante le prime fasi della battaglia.

## Fasi del conflitto

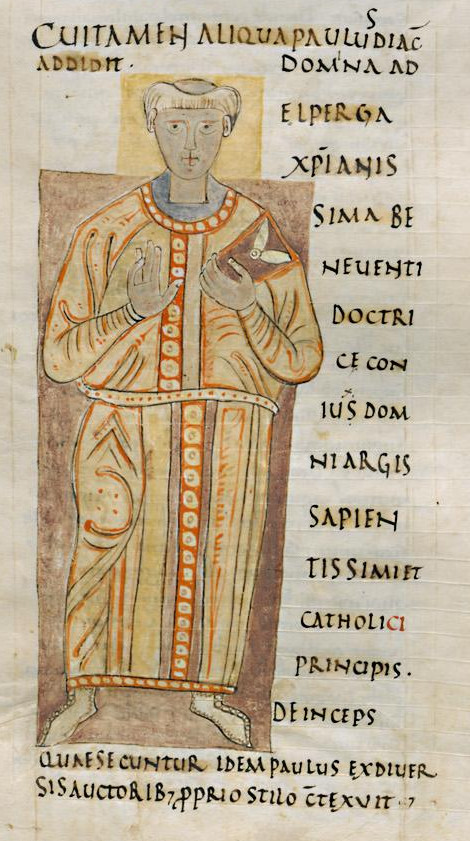
Paolo Diacono, unico storico a descrivere la battaglia, in un manoscritto altomedievale

L'unica descrizione del conflitto è quella offerta da Paolo Diacono nella sua Historia Langobardorum. Nonostante la complessiva attendibilità dello storico, in questo caso è possibile che abbia fornito una visione non imparziale, stante la sua dichiarata simpatia per la causa cattolica sostenuta da Cuniperto e il suo odio verso Alachis; questa infatti la presentazione che ne fa:
(Paolo Diacono, Historia Langobardorum, V, 36)
La caratterizzazione negativa di Alachis trova tuttavia conferme in altri testi altomedievali, come il Carmen de synodo e due documenti di Carlo il Grosso.

### Prima fase: il mancato duello tra i comandanti
A eserciti già schierati, Cuniperto inviò un messo ad Alachis per sfidarlo a duello individuale, secondo un'usanza tradizionale germanica. Il ribelle rifiutò nonostante le pressioni di un guerriero del suo seguito, proveniente dalla Tuscia, riconoscendo apertamente il valore e la forza di Cuniperto, del quale era stato amico d'infanzia: «Anche se è ubriacone e stupido», disse infatti, «Cuniperto è audace e ha una forza eccezionale». Il rifiuto indispettì il guerriero che aveva interrogato Alachis, tanto da farlo passare nel campo del legittimo sovrano.

### Seconda fase: l'avanzata di Alachis
Sfumata l'ipotesi di risolvere il conflitto con un duello, i due eserciti presero posto sul campo di Coronate, disponendosi l'uno di fronte all'altro. Pochi attimi prima che attaccassero battaglia, un religioso al seguito di Cuniperto, il diacono Seno, propose al re di indossare la sua armatura e spacciarsi per lui, perché – argomentò – «se io morirò, tu potrai risollevare la tua causa; se invece vincerò, verrà a te maggior gloria dall'aver vinto per mezzo di un servo». Cuniperto sulle prime rifiutò, ma fu commosso dalle insistenze del suo seguito e finì per cedere: Seno indossò l'intera armatura del re – corazza, elmo, schinieri, armi – e, essendo della medesima corporatura, trasse in inganno lo stesso esercito legittimista, non appena fu uscito dalla tenda regia.
Il camuffamento ingannò anche Alachis, che concentrò i suoi sforzi contro il punto dello schieramento rivale dove credeva si trovasse Cuniperto. I guerrieri al seguito dell'usurpatore riuscirono a prevalere e infine Alachis uccise l'uomo che indossava l'armatura del re; decapitatolo, si avvide però che si trattava del diacono Seno: furibondo, si lanciò quindi in empi e volgari proclami di vendetta contro il clero cattolico che sosteneva il suo avversario.

### Terza fase: la vittoria di Cuniperto
La morte di Seno e le difficoltà dei suoi riscossero Cuniperto, che si palesò al suo esercito e rinnovò le speranze di vittoria. I due schieramenti furono riordinati e nuovamente disposti in ordine di battaglia; poi i due comandanti li condussero ancora verso la piana, per riprendere i combattimenti. Quando furono a portata di voce, Cuniperto ripropose, questa volta in prima persona, ad Alachis di risolvere il conflitto in un duello tra di loro, per risparmiare le vite dei guerrieri. Quelli di Alachis lo esortarono ad accogliere la proposta, ma il ribelle ribatté sostenendo di aver visto, tra le lance neustriane, l'immagine dell'arcangelo Michele. Tra i Longobardi la devozione nei confronti dell'arcangelo era particolarmente viva, e proprio sulla sua immagine Alachis aveva giurato fedeltà a Cuniperto; tuttavia i suoi stessi uomini non gli credettero, attribuendo la "visione" alla paura.
I due eserciti tornarono a scontrarsi «tra lo strepitio delle trombe» e la battaglia si protrasse a lungo, perché nessuno dei due schieramenti accennò a lasciare il campo. A decidere le sorti dello scontro fu la morte di Alachis: ricevuta la notizia, le armate dell'Austria immediatamente sbandarono. L'esercito dell'usurpatore in fuga fu però incalzato da quello di Cuniperto, che passò a fil di spada quelli che riuscì a raggiungere e abbandonò all'affogamento nell'Adda gli altri. Il corpo di Alachis fu mutilato della testa e delle gambe.

## Conseguenze

### Reazioni immediate
La morte di Alachis comportò l'immediato termine della ribellione contro Cuniperto, che poté rientrare in trionfo a Pavia, capitale del regno, che era stata occupata dall'usurpatore durante la sua assenza dell'anno precedente. Come primo provvedimento, il sovrano comandò funerali con grandi onori per Seno, che fece seppellire davanti alle porte della basilica di San Giovanni Battista.

### Impatto sulla storia
| Tremisse di Cuniperto                                            |
|                                                                  |
| San Michele stante con una lunga croce e la legenda SCS MI-HAHIL |

Sul medio periodo, la disfatta di Alachis segnò il termine della fase più acuta delle rivolte maturate nell'Austria contro il potere centrale e, in particolare, contro la politica filo-cattolica della dinastia bavarese. Cuniperto dovette affrontare ancora la ribellione di Ansfrido, duca del Friuli (698), ma la stabilità del trono non fu più messa seriamente in discussione. La crisi dinastica che seguì la sua morte (700) e che vide un susseguirsi di colpi di Stato, guerre civili e regicidi, oppose ancora sovrani e duchi, ma senza assumere i caratteri politico-religiosi e di contrapposizione tra Austria e Neustria che avevano marcato le rivolte del VII secolo.
Cuniperto caricò di caratteri simbolici l'evento, introducendo nella memoria l'apparizione dell'arcangelo Michele ad Alachis e facendo erigere sul luogo della battaglia un monastero in onore di san Giorgio, il santo guerriero. Il sovrano utilizzò dunque il radicamento del culto micaelico presso i Longobardi per presentare la contesa tra lui e l'usurpatore come una sorta di duello di Dio, nel quale l'arcangelo aveva rivestito il ruolo di arbitro decretando la supremazia del legittimo sovrano e, al tempo stesso, l'indegnità del suo contendente, sminuito agli occhi dei suoi stessi soldati dal rifiuto, indotto peraltro dall'arcangelo medesimo, a scendere in duello contro Cuniperto.
Sul lungo termine, la battaglia di Coronate segnò il punto di svolta nel processo di conversione dei Longobardi al cattolicesimo, che si compì pressoché interamente entro il termine dello stesso regno di Cuniperto. Da allora la fedeltà al cattolicesimo romano della totalità della popolazione italiana non fu più rimessa in discussione e l'arianesimo risultò definitivamente soppiantato. Politicamente, la conversione dei Longobardi rimosse il principale ostacolo all'integrazione tra i dominatori germanici e i sudditi romanici, avviando un sempre più rapido (anche se mai del tutto completo) processo di integrazione tra le due componenti del regno longobardo e, in prospettiva più ampia, la formazione del popolo italiano.

### Fonti primarie
- (LA) Paolo Diacono, Historia Langobardorum, a cura di †Ludwig Konrad Bethmann e Georg Waitz, in Monumenta Germaniae Historica. Scriptores rerum Langobardicarum et Italicarum saec. VI-IX, Hannoverae, impensis bibliopolii Hahniani, 1878,  pp. 12-187.
  -  Paolo Diacono, Storia dei Longobardi, a cura di Lidia Capo, Milano, Lorenzo Valla/Mondadori, 1992, ISBN 88-04-33010-4.

### Letteratura storiografica
- Lidia Capo, Commento, in Paolo Diacono, Storia dei Longobardi, Milano-Roma, Arnoldo Mondadori editore, Fondazione Lorenzo Valla, 1992, ISBN 88-04-33010-4.
- (EN) Philip Grierson, Mark Blackburn, The Early Middle Ages (5th–10th Centuries), in Medieval European Coinage (MEC), Cambridge, Cambridge University Press, 2007,  pp. Vol. 1., ISBN 978-0-521-03177-6.
- Jörg Jarnut, Storia dei Longobardi, traduzione di Paola Guglielmotti, Torino, Einaudi, 1995  [1982], ISBN 88-06-13658-5.
- Sergio Rovagnati, I Longobardi, Milano, Xenia, 2003, ISBN 88-7273-484-3.

#### Contesto storico generale
- AA. VV., Il Medioevo (secoli V-XV), in Storia d'Europa, Torino, Einaudi, 1994,  pp. Vol. III., ISBN 978-88-06-13438-9.
- Franco Cardini, Marina Montesano, Storia medievale, Firenze, Le Monnier, 2006, ISBN 88-00-20474-0.
- Rinaldo Comba, L'età medievale, Torino, Loescher, 1990, ISBN 88-201-0409-1.
- Scipione Guarracino, Storia dell'età medievale, Milano, Bruno Mondadori, 1993, ISBN 88-424-4386-7.
- Paolo Possenti, Romania e Longobardia, in Le radici degli italiani, Milano, Effedieffe, 2001,  pp. Vol. II., ISBN 88-85223-27-3.